# 金武町有線放送センター
金武町有線放送センター（きんちょうゆうせんほうそうせんたー）は、金武町内で有線放送をしていた施設。略称はKHC。
2022年9月の有線放送電話廃止後は、同施設が担っていた放送内容は同町の防災行政無線個別受信機にて放送をしている。

## 放送時間
- 6:30 （1日の放送の始まり）
- 12:30（昼のお切らせ）
- 15:00（沖縄方言でのラジオ体操）
- 17:30（冬期の帰宅の呼びかけ）
- 18:30（夏季の帰宅の呼びかけ）
- 20:00（家庭学習の呼びかけ、木曜は読書）
- 10:00（1日放送の終わり、元栓の確認）

## 電話
有線放送電話は、一時加入率が100%を超えたが、加入率の低下や設備の老朽化により廃止へと至った。
電話番号は、7-○○○○や、8-○○○○などから始まり、下4桁には固定電話の下4桁が入る。